# Thomas Bjørn
Thomas Bjørn (født 18. februar 1971) er til dato Danmarks mest vindende golfspiller. Han startede sin golfkarriere i sin fødeby Silkeborg, og blev professionel i 1993, hvorefter hans resultater siden har etableret ham som Danmarks bedste golfspiller og et af de største danske sportsnavne overhovedet. I december 2016 blev det offentliggjort, at Bjørn bliver kaptajn for det europæiske Ryder Cup-hold i 2018.
Som optakt til sin entre til Europa Touren formåede Thomas Bjørn at vinde hele 4 turneringssejre på Challenge Touren i 1995.
I 1996 blev Thomas Bjørn den første danske vinder af en turnering på golfens Europa Tour, da han sejrede i Loch Lomond World Invitational. Thomas Bjørns præstationer på European Tour har lige siden været på et stabilt højt niveau, hvilket til dato har resulteret i 15 turneringssejre på Europa Touren.
Derudover har Thomas Bjørn også 2 turneringssejre, i henholdsvis 1999 og 2003, på Japan Golf Tour.
I 1997 blev han den første danske spiller, der kvalificerede sig til Europas hold i Ryder Cup, som han formåede at gentage i 2002.
Thomas Bjørn har formået at slutte i top 15 på tourens pengerangliste hvert år fra 1996 til 2003 og i 2005 var han placeret som nr. 9.
Fra 2006 til 2010 oplevede han ikke sejrens sødme. I en periode engagerede han sig i det organisatoriske arbejde og var bl.a. assisterende holdkaptajn ved Ryder Cup.
I 2010 vendte Thomas Bjørn stærkt tilbage til den absolutte verdenselite med turneringssejr i Estoril Open de Portugal. Denne sejr er siden blevet fulgt op, af en sprudlende Thomas Bjørn i 2011-turneringsåret, med 3 sejre i henholdsvis Commercialbank Qatar Masters, Johnnie Walker Championship at Gleneagles og Omega European Masters samt en fornem 4. plads i The Open Championship 2011.
2012 blev et mellem år for Thomas Bjørn. Han vandt ingen turneringssejre og sluttede året som nummer 31 på Race to Dubai-listen med en indtjening på 992.086 Euro. Årets bedste dansker på listen blev Thorbjørn Olesen, som netop var kommet ud på touren, og spås en stor fremtid efter nogle gode resultater.
2013 blev et stort år i Thomas Bjørns karriere. Han startede året som nummer 44 på verdensranglisten. I den første del af 2013 kæmpede han med spillet og efter BMW PGA Championship i midten af maj faldt han til nummer 91 på verdensranglisten.
I juni blev han først nummer 4 i Nordea Masters, så nummer 2 i Lyoness Open og to uger senere nummer 2 i BMW International Open. Disse tre topplaceringer bragte ham op som nummer 57 på verdensranglisten.
Den første uge af september blev der spillet Omega European Masters i Schweiz. Her var Bjørn godt spillende og efter en fremragende 4. runde endte han i omspil med Craig Lee. Her vandt Thomas Bjørn og fik dermed sin 14. sejr på European Tour.
Under Made in Denmark i 2017 spillede Thomas Bjørn sin European Tour turnering nummer 500. Han var den anden dansker, der nåede den milepæl. Søren Kjeldsen rundede 500 turneringer i 2015, og er fortsat den dansker, der har spillet flest turneringer på the European Tour.

## Turneringssejre

### European Tour sejre (15)
| Nr. | Dato               | Turnering                                 | Vinderscore           | Vindermargen | Runner(s)-up                                                    |
| --- | ------------------ | ----------------------------------------- | --------------------- | ------------ | --------------------------------------------------------------- |
| 1   | 22. september 1996 | Loch Lomond World Invitational            | -11 (70-68-69-70=277) | 1 slag       | Jean Van de Velde                                               |
| 2   | 26. april 1998     | Peugeot Open de Espana                    | -21 68-67-66-66=267)  | 1 slag       | Greg Chalmers, José María Olazábal                              |
| 3   | 1. februar 1998    | Heineken Classic                          | -8 (70-68-68-74=280)  | 1 slag       | Ian Woosnam                                                     |
| 4   | 17. oktober 1999   | Sarazen World Open                        | -15 (66-69-70-68=273) | 2 slag       | Paolo Quirici, Katsuyoshi Tomori                                |
| 5   | 22. august 2000    | BMW International Open                    | -20 (69-93-69-67=268) | 3 slag       | Bernhard Langer                                                 |
| 6   | 4. marts 2001      | Dubai Desert Classic                      | -22 (64-66-67-69=266) | 2 slag       | Pádraig Harrington, Tiger Woods                                 |
| 7   | 1. september 2002  | BMW International Open                    | -24 (68-64-66-66=264) | 4 slag       | John Bickerton, Bernhard Langer                                 |
| 8   | 15. maj 2005       | Daily Telegraph Dunlop Masters            | -6 (73-68-73-68=282)  | Omspil       | Brian Davis, David Howell                                       |
| 9   | 21. maj 2006       | Irish Open                                | -5 (78-66-67-72=283)  | 1 slag       | Paul Casey                                                      |
| 10  | 14. juni 2010      | Estoril Open de Portugal                  | -23 (67-65-65-68=265) | 5 slag       | Richard Green                                                   |
| 11  | 6.februar 2011     | Commercialbank Qatar Masters              | -14 (74-65-66-69=274) | 4 slag       | Álvaro Quirós                                                   |
| 12  | 28. Aug 2011       | Johnnie Walker Championship at Gleneagles | -11 (68-69-71-69=277) | Playoff      | George Coetzee, Mark Foster, Pablo Larrazábal, Bernd Wiesberger |
| 13  | 1. Sep 2011        | Omega European Masters                    | -20 (68-68-66-62=264) | 4 slag       | Martin Kaymer                                                   |
| 14  | 8. september 2013  | Omega European Masters (2)                | -20 (66-66-67-65)     | Playoff      | Craig Lee                                                       |
| 15  | 8. december 2013   | Nedbank Golf Challenge                    | -20 (67-70-66-65)     | 2 slag       | Jamie Donaldson Sergio Garcia                                   |

### Japan Golf Tour
- 1999 Dunlop Phoenix Tournament
- 2003 Dunlop Phoenix Tournament

### Challengetouren
- 1995 Coca-Cola Open
- 1995 Interlaken Open
- 1995 Himmerland Open

### Udtagelser til professionelle hold
- Ryder Cup: 1997 (vindere), 2002 (en) (vindere) 2014 (en) (vinder) 2018, vinder (som kaptajn)
- World Cup: 1996, 1997, 2001, 2006
- Seve Trophy: 2000 (vindere), 2002, 2003, 2005, 2006